# HDClone
HDClone ist ein Klon- und Datensicherungsprogramm von Miray Software. Es unterstützt das sektorweise und dateisystembasierte Kopieren von Datenträgern und ermöglicht damit das Erstellen einer sowohl physisch, als auch logisch identischen Kopie. Unterstützt werden x86- und x64-Rechnerarchitekturen, die Windows-Desktop-Versionen XP bis 10 und die Windows-Server-Versionen 2003–2016. HDClone wird zum Download angeboten – die Kaufversion kann aber auch als Kopie auf CD erworben werden. Als Lizenzmodell wird Freemium verwendet. Der Preisgestaltung nach ist HDClone für den Einsatz durch Heimanwender und professionelle Anwender gedacht. HDClone wird in sieben Sprachen angeboten (wobei der Fokus der Website auf Deutsch und Englisch liegt), hat weltweit mehrere hunderttausend Nutzer und wurde in über 140 Länder verkauft.

## Übersicht

### Funktionalität
HDClone dient primär zum Klonen von Datenträgern und zum Erstellen bzw. Wiederherstellen von Datenträger-Images.
Allgemein besteht die Möglichkeit, HDClone direkt unter Windows oder als Standalone von einem Startmedium (Angli. „Bootmedium“) zu starten. Mit Hilfe des Startmediums lässt sich ein Bare-metal Restore umsetzen.
Unter Windows bietet HDClone eine Kommandozeile an, was die automatisierte Steuerung ermöglicht, z. B. in Kombination mit der Windows-Aufgabenplanung (engl. Task Scheduler). Mit der Enterprise Edition können bis zu 16 Datenträger auf einmal beschrieben werden. Mit dem Zusatz-Tool Miray Virtual Disk können unter Windows Images als virtuelle Datenträger eingebunden (Angli. „gemountet“) werden, um auf deren Inhalt zugreifen zu können.

### Editionen
HDClone wird in mehreren Editionen angeboten. Die Free Edition ist kostenfrei und bietet eine Basisfunktionalität zum Klonen und Erstellen bzw. Wiederherstellen von Images. Für zusätzliche Funktionalitäten ist eine Kaufversion der Software notwendig. Zu den Zusatzfunktionalitäten gehören unter anderen:
- eine geringere, bis gar keine Drosselung der Datentransferrate.
- unbegrenzt große Datenträger.
- Dateibasierter Datentransfer.
- Differentielle Images.
- Steuerung über die Kommandozeile.
- Paralleles beschreiben von bis zu 16 Datenträger in einem Lauf.

### Werkzeuge
Editionsabhängig kommt HDClone mit den folgenden zusätzlichen Softwaremodulen:
- Sektor-Editor für Datenträger.
- Geschwindigkeitstest für Datenträger.
- Info-Center für Datenträger (z. B. für die S.M.A.R.T.-Werte).
- Partitions-Editor (MBR / GPT)
- TRIM-Tool für SSDs.
- Tool zum Erstellen einer ISO-Datei von einem optischen Datenträger.
- Tool zum Bearbeiten von Registry-Hives.
- Miray Virtual Disk: Separates Tool zum Mounten von Images als virtuelle Datenträger.

### Dateisysteme
HDClone unterstützt, abhängig von der Edition, die folgenden Funktionalitäten für die aufgelisteten Dateisysteme.
| Dateisystem | Dateibasierte Kopie | Vergrößern | Verkleinern | Defragmentieren |
| ----------- | ------------------- | ---------- | ----------- | --------------- |
| FAT         | Ja                  | Ja         | Ja          | Ja              |
| ExFAT       | Ja                  | Ja         | Ja          | Ja              |
| NTFS        | Ja                  | Ja         | Ja          | Ja              |
| ReFS        | Ja                  | Ja         | Nein        | Nein            |
| ext2–4      | Ja                  | Ja         | Nein        | Nein            |
| XFS         | Ja                  | Ja         | Nein        | Nein            |
| HFS+        | Ja                  | Ja         | Ja          | Ja              |

### Bootmedium
Es besteht die Möglichkeit, einen USB-Datenträger oder ein optisches Medium bootfähig zu machen, um HDClone unabhängig von Windows direkt davon zu starten. Dies ermöglicht auch das Kopieren von Betriebssystemen, unter denen die ausführbare Datei von HDClone nicht gestartet werden kann. Als Host-Betriebssystem wird dabei entweder Miray Symobi oder Linux verwendet.

### Symobi
Symobi ist das proprietäre Echtzeitbetriebssystem von Miray Software, das in den ersten 5 Jahren (bis HDClone 3.5) als alleinige Basis zum Starten von HDClone, mittels eines Bootmediums diente. Symobi basiert auf dem nachrichtenorientierten Betriebssystem µnOS, welches wiederum auf dem Echtzeit-Kernel Sphere basiert.
µnOS wurde am 1. August 2001 offiziell mit der Version 0.92 vorgestellt.
Zwischenzeitlich wurde am 14. Mai 2002 Sphere SP 2.0 veröffentlicht.
Symobi wurde dann das erste Mal mit Version 1.2, im Jahr 2006, auf der Systems-Messe der Fachwelt präsentiert. Und ein Jahr darauf nochmal die Version 1.4 mit Multicore-Unterstützung für bis zu 32 Prozessorkerne.

### Miray Virtual Disk
Mit dem Zusatz-Tool Miray Virtual Disk können unter Windows, die mit HDClone erstellten Images als virtuelle Datenträger eingebunden werden. Dies ermöglicht dann den Zugriff auf die enthaltenen Daten über den Windows Explorer. Editionsabhängig können 1 bis 7 Images gleichzeitig eingebunden werden, dies auch dauerhaft und beschreibbar. Wenn der Inhalt eines eingebundenen Images geändert wird, dann wird dafür ein Overlay erstellt, das als differenzielles Image fungiert. Dieses kann dann beim Zurückspielen des jeweiligen Images miteinbezogen werden.

## Geschichte
Am 31. März 2003 wurde HDClone 1.0 angekündigt und am 25. April 2003 offiziell vorgestellt.
Gestartet hat HDClone als Standalone-Produkt, das nur mit Hilfe eines Bootmediums gestartet werden konnte. Nach fünf Jahren bestand ab Version 3.6 auch die Möglichkeit, HDClone direkt unter Windows zu starten.
Das parallele Beschreiben von mehreren Datenträgern wurde hingegen schon ein Jahr vorher, für die Enterprise Edition verwirklicht.
Im Jahr 2010 kam mit Version 3.9 eine Kommandozeile hinzu, um die automatisierte Steuerung zu ermöglichen.
Noch im selben Jahr kam für Version 4.0 das Zusatz-Tool Miray Virtual Disk, mit dem sich Images als virtuelle Datenträger öffnen lassen.
Vier Jahre später wurde die Version 5.0 mit der Unterstützung für SATA Hot-Plugging ausgestattet.
Seit 2017 besteht ab HDClone 7 die Möglichkeit, für das Startmedium (Angli. „Bootmedium“) zusätzlich Linux als Host-Betriebssystem zu verwenden.

### Versionen
| Version | Jahr | Neue Besonderheiten und Funktionen |  |
| ------- | ---- | --- |  |
| 2.0     | 2003 | Kernfunktionalität: physische Klone und Images; Nur als Standalone-Variante mit Symobi als Betriebssystem. |  |
| 3.0     | 2004 | SCSI für Festplatten bis 2048 Gigabyte. |  |
| 3.1     | 2005 | unbekannt |  |
| 3.2     | 2007 | Firewire (IEEE1394) und AHCI (SATA II); Paralleles Beschreiben mehrerer Datenträger. |  |
| 3.5     | 2007 | Logische Klone und Images von NTFS- und FAT-Dateisystemen. |  |
| 3.6     | 2008 | Lauffähig unter Windows; Vergrößern von NTFS- und FAT-Dateisystemen. |  |
| 3.7     | 2009 | unbekannt |  |
| 3.8     | 2009 | Kopie im laufenden Betrieb (VSS); Logische Klone und Images, sowie Vergrößern von ext2–3 Dateisystemen; Kapazitäten von mehr als 2 Terabyte; Partitionsauswahl.                                               |  |
| 3.9     | 2010 | Defragmentieren on-the-fly; Image-Kompression; Verkleinern von NTFS-Dateisystemen; Ausrichtung nach 4K-Sektoren; Kommandozeilenversion.                                                                       |  |
| 4.0     | 2010 | Zugriff auf Images über virtuelle Laufwerke mit Miray Virtual Disk; USB 3.0; VMDK-Datei-Images (VMware-spezifisch).                                                                                           |  |
| 4.1     | 2012 | Geschwindigkeitssteigerung für SSDs und USB 3; GPT-Unterstützung; AES verschlüsselte Images. |  |
| 4.2     | 2012 | Windows 8 kompatibel; Partitionskopie; UEFI-Unterstützung; schnelle Kompression für Images. |  |
| 4.3     | 2013 | 4K-Sektoren (Advanced Format); VHD-Datei-Images. |  |
| 5.0     | 2014 | Intel Matrix RAID; SATA Hot-Plugging; AES-256 verschlüsselte Images; VHDX-Datei-Images; VDI-Datei-Images (VirtualBox-spezifisch); TRIM; Erhöhung der RAM-Nutzung von 2 GB auf 4 GB unter Windows.             |  |
| 6.0     | 2015 | Dynamische Datenträger klonen; Differenzielle Images; SecureBoot für UEFI; Überarbeitung des Kopieralgorithmus; Verkleinern und Vergrößern von HFS+ Dateisystemen; Neue Bedienoberfläche (Tab-Konzept).       |  |
| 7.0     | 2017 | Linux als zusätzliches Betriebssystem für die Standalone-Variante. Logische Klone und Images, sowie Vergrößern von XFS-, ReFS- und ExFAT-Dateisystemen. Für ExFAT zusätzlich Verkleinern und Defragmentieren. |  |
| 8.0     | 2018 | unbekannt |  |
| 9.0     | 2019 | unbekannt |  |

## Rezeption
- „HDClone ist hervorragend dafür geeignet, eine identische Kopie kleinerer Festplatten zu erstellen.“ Michael Humpa (CHIP Software-Redaktion), 11. April 2016[32]
- „HDClone ist ein schnelles, übersichtliches und ausgereiftes Programm. Der Einsatz von HDClone kann sowohl privat als auch in der Firma effektiv vor dem Verlust von Daten schützen.“ (Netzwelt), 12. April 2015[33]
- „Die HDClone Free Edition macht es einfach zu Klonen, Images zu erstellen, oder Laufwerke und Daten zu sichern.“ (Englischer Originaltext: „HDClone Free Edition makes it easy to clone, create images, or back up drives and data.“) (CNET), 6. Januar 2015[34]

## Berichte
Von verschiedenen deutschsprachigen Computerzeitschriften wie PC Magazin, Computerbild, com!, Computerwoche und Chip wurden Tipps zur Anwendung des Programms, für die Duplizierung von Festplatteninhalten veröffentlicht.
Auf internationaler Ebene wird HDClone hauptsächlich im Online-Journalismus beschrieben.
Die Free Edition wurde in mehreren Berichten für deren einfache Bedienbarkeit gelobt,
sowie für das Kopieren von kompletten kleineren Festplatten empfohlen.
Kritisiert wurde die Free Edition für deren Einschränkungen bei Funktionen, die erst bei den Bezahlversionen verfügbar sind. Dabei wurde öfters die reduzierte Datentransferrate erwähnt.
In einigen Berichten wird der Gebrauch des Bootmediums hervorgehoben, der eine vom installierten Betriebssystem unabhängige Benutzung ermöglicht.

## Trivia
- Bis Version 5 wurde ein Comic-Schaf, das Klon-Schaf Sheepy, als Maskottchen von HDClone verwendet. Hierbei kann es sich um eine Anlehnung an das echte Klonschaf Dolly handeln.[27][56]
- Mit dem Release von HDClone 6 wurden sechs Software-Boxen mit Widmung und Unterschrift der Entwickler verlost, welche auch eine Kopie des Computerspiels The Ultimate Doom enthielten.[3]
- Die HDClone Free Edition ist seit dem 8. September 2003 Bestandteil der Ultimate Boot CD (UBCD), einer bootfähigen CD mit einer Sammlung an Software-Tools, die mehrheitlich zur Systemdiagnose dienen.[57][35]
- HDClone wünscht bei den Lizenzinformationen gelegentlich alles Gute zum Geburtstag (z. B. Marius am 16. April, Franziska am 20. April oder Alex am 1. Mai).